# Noms de l'État d'Irlande
Différents noms de l'État d'Irlande sont utilisés ou ont été utilisés dans l'histoire pour désigner cet État constituant la majeure partie de l'île d'Irlande qu'il partage avec l'Irlande du Nord, nation constitutive du Royaume-Uni. Certains de ces noms sont controversés en raison de la connotation politique qu'ils peuvent porter.
Le nom officiel de l'État, tel qu'il est inscrit dans la Constitution du pays, est simplement « Irlande » (en anglais : Ireland ; en irlandais : Éire). Il existe trois variantes du nom en gaélique, du fait de la déclinaison des noms, propre à la langue irlandaise : « Éire » (forme nominative), « Éirinn » (forme dative, parfois anglicisée en « Erin »), et « Éireann » (forme génitive).
Le terme de « république d'Irlande » (en anglais : Republic of Ireland ; en irlandais : Poblacht na hÉireann) est plutôt la description officielle de l'État, dans son sens juridique et politique. Il est généralement utilisé, quel que soit le contexte, quand il est nécessaire de marquer une différence entre l'État et l'île d'Irlande. Des raccourcis, comme « The Republic », « the State », « le Sud », sont aussi utilisés pour le même usage.
Historiquement l'État a eu plusieurs titres officiels :
- L'État révolutionnaire créé par les nationalistes irlandais en 1919 était connu sous le nom de « République irlandaise ».
- Quand la partie sud de l'Irlande devient indépendante en 1922, son nom était État libre d'Irlande (en anglais : Irish Free State ; en irlandais : Saorstát Éireann).
- En 1937, l'État est renommé simplement en Irlande (Ireland), mais nombreux étaient les Anglais qui s'y référaient en utilisant sa forme irlandaise Éire.
- L'expression de « république d'Irlande » ne vient qu'en 1949, lorsque l'État se déclara une république.

## Usage actuel
La Constitution de l'Irlande, adoptée en 1937, commence par cette phrase : « Nous, peuple de l'Éire » (en anglais : « We, the people of Éire ») et proclame dans son article 4 que le nom de l'État est Éire ou en anglais Ireland, soit en français « Irlande ». La loi sur la république d'Irlande de 1948 (en anglais : Republic of Ireland Act), entré en vigueur en 1949, stipule que dorénavant, « république d'Irlande » (en anglais : Republic of Ireland) serait la « description » officielle de l'État. Cette distinction entre « description » et « nom » est importante, parce que cet acte, qui n'était pas un amendement constitutionnel, aurait été annulé à cause de son inconstitutionnalité, s'il avait voulu changer le nom de l'État.
« Irlande » est utilisé comme nom de l'État pour tous les usages officiels. Ainsi il y a un président d'Irlande et une Constitution de l'Irlande. Il est aussi utilisé dans les relations internationales avec les nations étrangères ; l'État est connu sous le nom d'Irlande aux Nations unies.
Pourtant l'expression « république d'Irlande » est communément utilisé dans le langage courant, spécialement lorsqu'il s'agit de différencier l'État de l'île. Par exemple, on parle régulièrement de la frontière entre l'Irlande du Nord et la république d'Irlande plutôt que celle entre l'Irlande du Nord et l'Irlande. Dans le domaine du sport, la FIFA ne connaît l'État d'Irlande que sous l'appellation « république d'Irlande » pour mieux faire la différence avec l'Irlande du Nord.
D'autres termes sont de même utilisés pour nommer l'État d'Irlande. Les militants républicains irlandais utilisent souvent l'expression « les vingt-six comtés » ou l'« État libre ». Ces appellations peuvent revêtir un caractère péjoratif et essayent de remettre en cause la légitimité de l'État.
Cette sensibilité exacerbée a fait qu'aucun nom n'a été utilisé dans l'accord de Belfast de 1998, mettant fin au conflit nord-irlandais, pour décrire l'État d'Irlande par opposition à son gouvernement ou ses citoyens.

### Au Royaume-Uni
Au Royaume-Uni, l'État d'Irlande est souvent désigné par « République irlandaise » ou « Éire », deux appellations qui ne sont quasiment jamais employées en anglais en Irlande (en irlandais, évidemment, c'est le terme « Ireland » qui n'est quasiment jamais employé en Irlande) . Quelques politiciens britanniques et quelques journalistes font délibérément référence à l'État de cette façon pour éviter la possible suggestion, contenue dans « Irlande » ou république d'Irlande, que l'État couvre la totalité de l'île d'Irlande.
Le terme de « République irlandaise », en dehors du fait qu'il était le nom historique de l'État entre 1919 et 1922 (alors unilatéralement proclamé et non reconnu), n'a de nos jours aucun statut officiel. L'utilisation de la locution « République irlandaise » est combattue par le gouvernement irlandais. Par exemple le président d'Irlande accepte de prendre connaissance des lettres de créance des diplomates étrangers adressées au « président de l'Irlande » ou au « président de la république d'Irlande », mais refuse catégoriquement de prendre connaissance de celles adressées au « président de la République irlandaise ».
Le terme d'« Irlande du Sud » (Southern Ireland) est, lui aussi, régulièrement utilisé au Royaume-Uni. Le nom dérive de la Loi sur le gouvernement de l'Irlande de 1920 (en anglais : Government of Ireland Act 1920), mais est totalement obsolète depuis 1922.
Les Nord-Irlandais font très souvent référence à l'État de leurs voisins d'Irlande en utilisant dans le langage courant les termes de « Sud » ou de « République ».

### Dans l'Union européenne
En 2006, il a été annoncé que l'État d'Irlande serait présenté par deux noms « Éire – Ireland » sur les plaquettes de présentation pour les réunions à partir de 2007. Cela fait suite à l'adoption de l'irlandais comme langue de travail officielle de l'Union européenne. Cependant, ce n'était pas un changement dans le nom de l'État. Le nom reste « Ireland » en anglais et « Éire » en irlandais, exactement le même depuis l'adhésion à la Communauté économique européenne (CEE) en 1973.

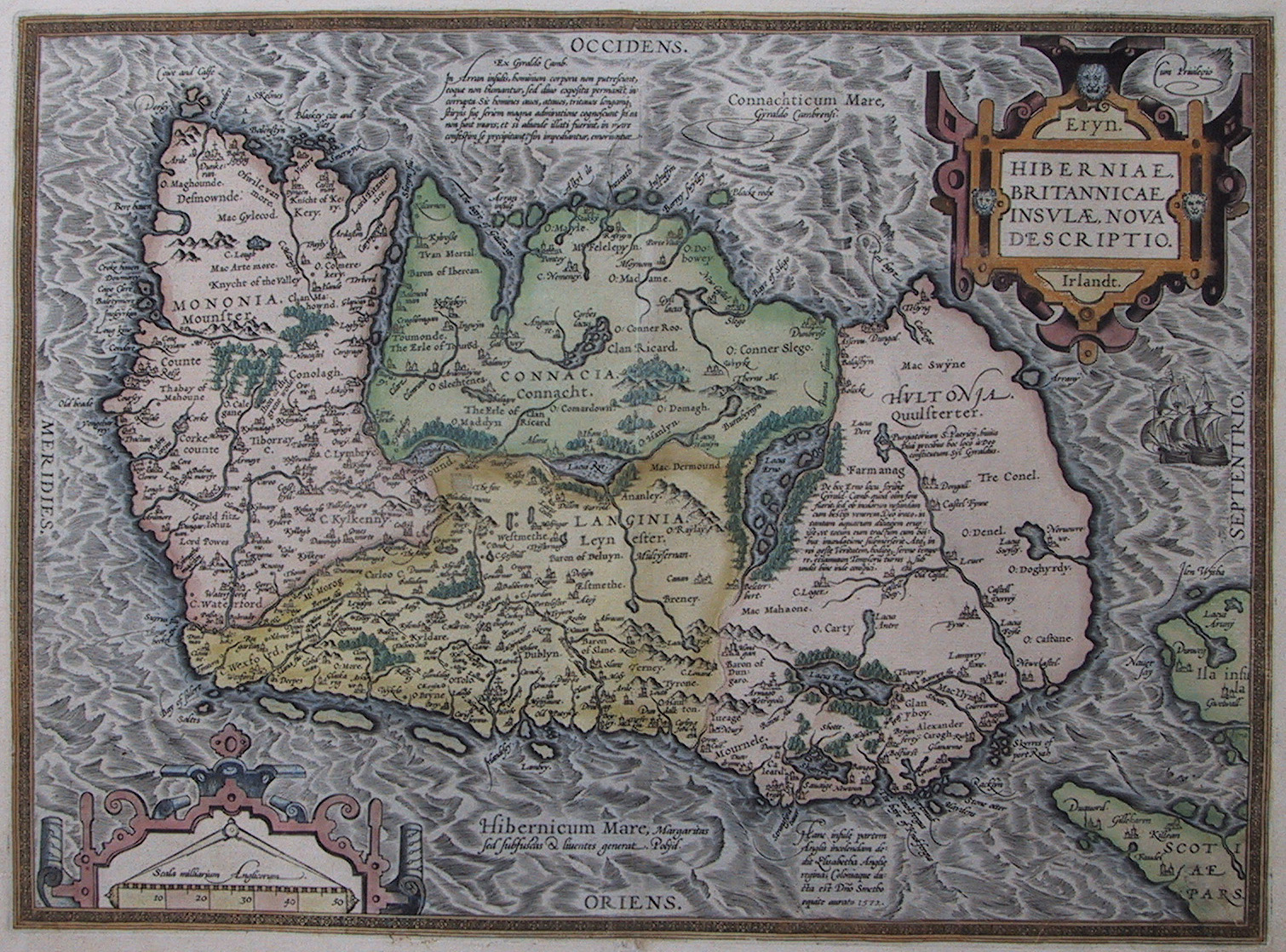
Carte de l'Irlande de 1592 par Abraham Ortelius, étiquetée avec plusieurs noms pour l'île : « Eryn » (Erin) et « Irlandt » et intitulée : Hiberniae Britannicae insulæ nova descriptio (« Nouvelle description d'Hibernia, l'île de Bretagne »)

## Étymologie
Le nom d'« Éire » provient du nom de la déesse Ériu dans la mythologie irlandaise. Le nom anglais « Ireland » (dont le français « Irlande » est l'adaptation), est quant à lui la contraction d'« Ériu » et du vieil anglais « land » (« terre »).
L'origine d'« Ériu » a été liée à la reconstruction proto-celtique *Φīwerjon (nominatif singulier Φīwerjō). Ce qui suggère une descendance de la reconstruction proto-indo-européenne  *piHwerjon, vraisemblablement liée à l'adjectif source *piHwer-. Cela suggérerait la signification de « terre abondante ». Cette forme proto-celtique devint Īweriū ou Īveriū en proto-goïdélique. Une autre étymologie possible vient du gaélique : ì (« île ») + thairr (« Ouest ») + fónn (« terre »), ce qui, ensemble, donne ì-iar-fhónn, ou « île des terres de l'Ouest ».

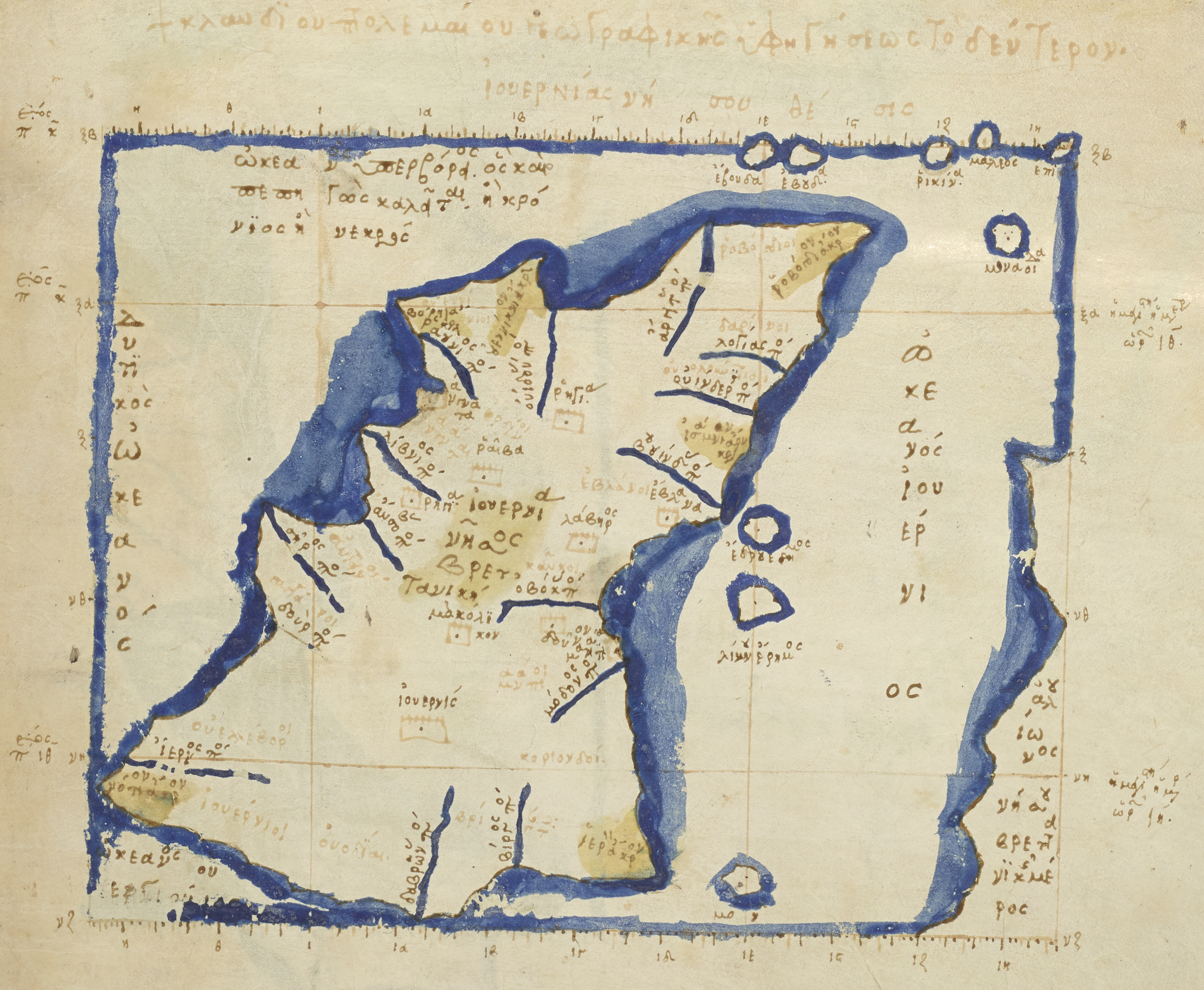
Carte de l'Irlande dans une copie manuscrite byzantine tardive (c. 1375) de la Géographie de Claude Ptolémée. L'île est marquée :

Il est très vraisemblable que les explorateurs antiques aient adopté cette forme en l'adaptant. Pendant son exploration du Nord-Ouest de l'Europe (v. 320 av. J.-C.), Pythéas appelle l'île Ἰέρνη / Iérne. Dans sa Géographie (v. 150 ap. J.-C.), Claude Ptolémée désigne l'île sous le nom d'Ἰουερνία / Iouernía. S'inspirant de ces dénominations antérieures, l'Empire romain emploiera le terme d'Hibernia.
Après l'invasion normande, l'île fut connue successivement sous les noms de Dominus Hiberniae, puis de « seigneurie d'Irlande » (1171-1541), ensuite de « royaume d'Irlande » (1541-1800). Entre 1801 et 1922, l'Irlande était considérée comme partie intégrante du Royaume-Uni.

## Usage historique

### La République irlandaise (1919 – 1922)
Pour un article plus général, voir République irlandaise (1919).
L'État révolutionnaire, fondé en 1919, était connu sous le nom de « République irlandaise » (en anglais : Irish Republic), ou occasionnellement comme « république d'Irlande » (en anglais : Republic of Ireland).  En irlandais, deux titres étaient utilisés : « Poblacht na hÉireann » et « Saorstát Éireann », basés sur deux traductions possibles du terme « république » : « Poblacht » et « Saorstát ». « Poblacht » est d'origine étrangère, une simple gaélicisation de « république ». « Saorstát », de son côté, est un mot composé de deux mots irlandais existants : « saor » qui signifie « libre » et « stát », « État » ; sa traduction littérale donne évidemment « État libre ».
Le terme « Poblacht na hÉireann » est celui utilisé dans la proclamation de Pâques 1916. Cependant, la déclaration d'indépendance et les autres documents adoptés en 1919 s'abstiennent d'utiliser ce terme, préférant « Saorstát Éireann » (ou la légère variante « Saorstát na hÉireann »). Par ailleurs, l'expression latine « Respublica Hibernica » était quelquefois utilisée.

### L'État libre d'Irlande (1922-1937)
Pour un article plus général, voir État libre d'Irlande.
Pendant les négociations qui amenèrent à la signature du traité anglo-irlandais à Londres le 6 décembre 1921, les politiciens irlandais voulaient que leur État fût une république et que son nom fût « république d'Irlande » ou « République irlandaise ». Cependant le gouvernement britannique refusa d'envisager une république de peur que cela n'entaillât le lien entre l'État irlandais et la Couronne britannique et ne l'amenât à ne plus être une partie constituante de l'Empire. À la place, il fut convenu que le nouvel État devînt un dominion autogéré sous la forme d'une monarchie constitutionnelle. Les Britanniques n'aimaient pas non plus le nom d'« Irlande », car il remettait en cause implicitement leur souveraineté sur l'Irlande du Nord, qui, elle, restait dans le Royaume-Uni. Dans les premiers temps de l'indépendance, l'appellation « Irlande du Sud » fut un peu utilisée.
Comme le nom officiel de l'État en irlandais était « Saorstát Éireann », son nom anglais lui vint de la traduction la plus directe et littérale de ce nom irlandais : « Irish Free State », soit « État libre d'Irlande ». Après son établissement, le gouvernement irlandais utilisa souvent le nom « Saorstát Éireann », y compris dans les documents officiels en langue anglaise. Malgré ce titre officiel, les timbres de cette période portaient « Éire » comme dénomination nationale. Cette pratique est toujours en usage de nos jours.

### Irlande/Éire (depuis 1937)
En 1937, l'État irlandais adopta une nouvelle constitution. Elle avait pour but de nationaliser le système politique irlandais, en y retirant tous les aspects imposés par les Britanniques lors de l'indépendance en 1922. Un des aspects essentiels de ce nettoyage des institutions fut l'abandon pur et simple de la dénomination « État libre d'Irlande ». Éamon de Valera, le principal inspirateur de cette nouvelle constitution, souhaitait garder en réserve les termes de « Republic of Ireland » et d'« Irish Republic » pour le temps futur où l'Irlande serait totalement unie sous un même gouvernement, et décida de nommer le nouvel État simplement « Irlande ».
L'utilisation de ce nouveau titre coïncida avec la mise en place de la nouvelle constitution. Aux articles 2 et 3, celle-ci proclame la totalité de l'île d'Irlande comme un seul et unique territoire national. Cette prétention territoriale fut changée par un amendement adopté en 1998, à l'occasion de l'accord du Vendredi saint marquant la fin du conflit nord-irlandais. Cependant le nom de l'État resta inchangé, bien que certains aient demandé que le nom de l'État évolue afin de refléter le changement dans la constitution.